# Муйарт, Николас
Клас Корнелиссон Муйарт, или Николас (Клас) Корнелис Мойерт (нидерл. Claes Corneliszoon Moeyaert, Nicolaes Moyaert, Mooyaert; 1592, Дюргердам — 1655, Амстердам) — голландский живописец, рисовальщик и гравёр Золотого века искусства Голландии. Pоманист. Наряду с Яном Симонсом Пейнасом и Питером Ластманом считается одним из трёх главных художников-прерембрандтистов — предшественников Рембрандта.

## Биография

Пейзаж с руинами. Бумага, тушь, перо. Частное собрание

Николас Муйарт родился в Дюргердаме, Северная Голландия, близ Амстердама в католической семье. Считается, что в молодости он отправился в Италию, чтобы увидеть образцы великого искусства итальянского Возрождения. В двадцать пять лет женился на Гритье Клаас. Возможно, был учеником и вёл коммерческие дела с Питером Ластманом.
Муйарт написал множество картин на библейские и мифологические сюжеты, писал также идиллические итальянские пейзажи и портреты. Проектировал триумфальную арку по нидерландскому обычаю к торжественной встрече в Амстердаме в 1638 году королевы Франции Марии Медичи. Муйарт был состоятельным человеком. Он владел частью предприятий торговца произведениями искусства Хендрика ван Эйленбурга, который помогал начинать карьеру Рембрандту, Говерту Флинку, Фердинанду Болу и другим художникам. Как и другие голландские художники, Николас Муйарт много внимания уделял сюжетам из книг Ветхого Завета, которые в то время имели для голландцев, боровшихся за свою независимость, особую актуальность.
Однако его личная жизнь была неблагополучной. Из трёх детей двое были умственно отсталыми, и им требовался особый уход. В творчестве Муйарта отмечают влияние Адама Эльсхаймера и Янa Симонса Пейнаса. На этом основании его относят к романистам и прерембрандтистам — голландским живописцам, старшим современникам Рембрандта, хотя с годами и сам Муйарт испытал воздействие живописи великого Рембрандта. Тем не менее А. Н. Бенуа, отмечая колористические достоинства живописи Муйарта, затруднялся «поставить художника в определённое отношение к Рембрандту».
Муйарт в течение многих лет был комиссионером Театра Ван Кампена в сезоне 1640—1641 годов вместе с Яном Восом и пятью другими знатными горожанами. Он жил до своей смерти в доме на Сингеле (канал в Амстердаме), недалеко от Торенслуиса. Его учениками были Николас Берхем, Саломон Конинк, Якоб ван дер Дус и Ян Баптист Веникс.
В санкт-петербургском Эрмитаже имеется пять картин Николаса Муйарта.

## Галерея

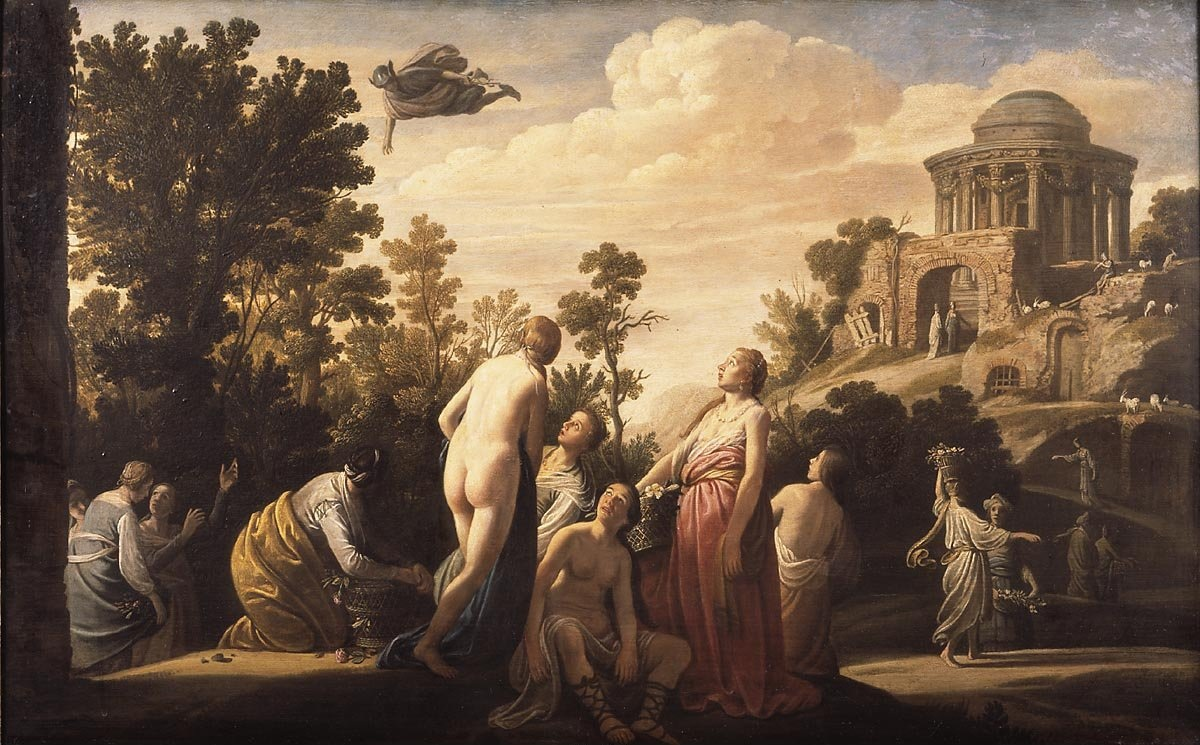
Меркурий и Герса. 1624. Дерево, масло. Маурицхёйс, Гаага
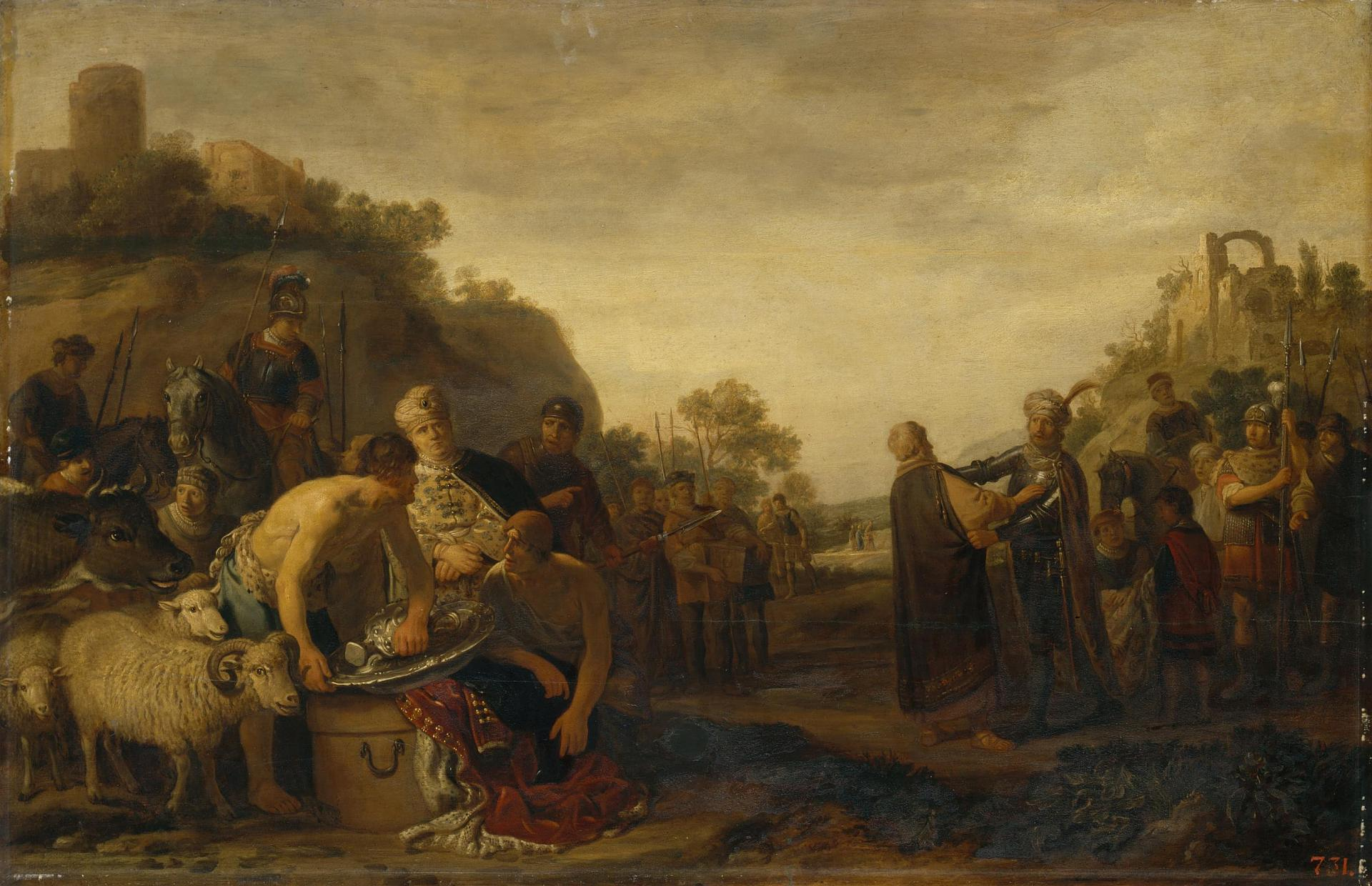
Самуил и Саул. Между 1618 и 1655. Дерево, масло. Государственный Эрмитаж, Санкт-Петербург
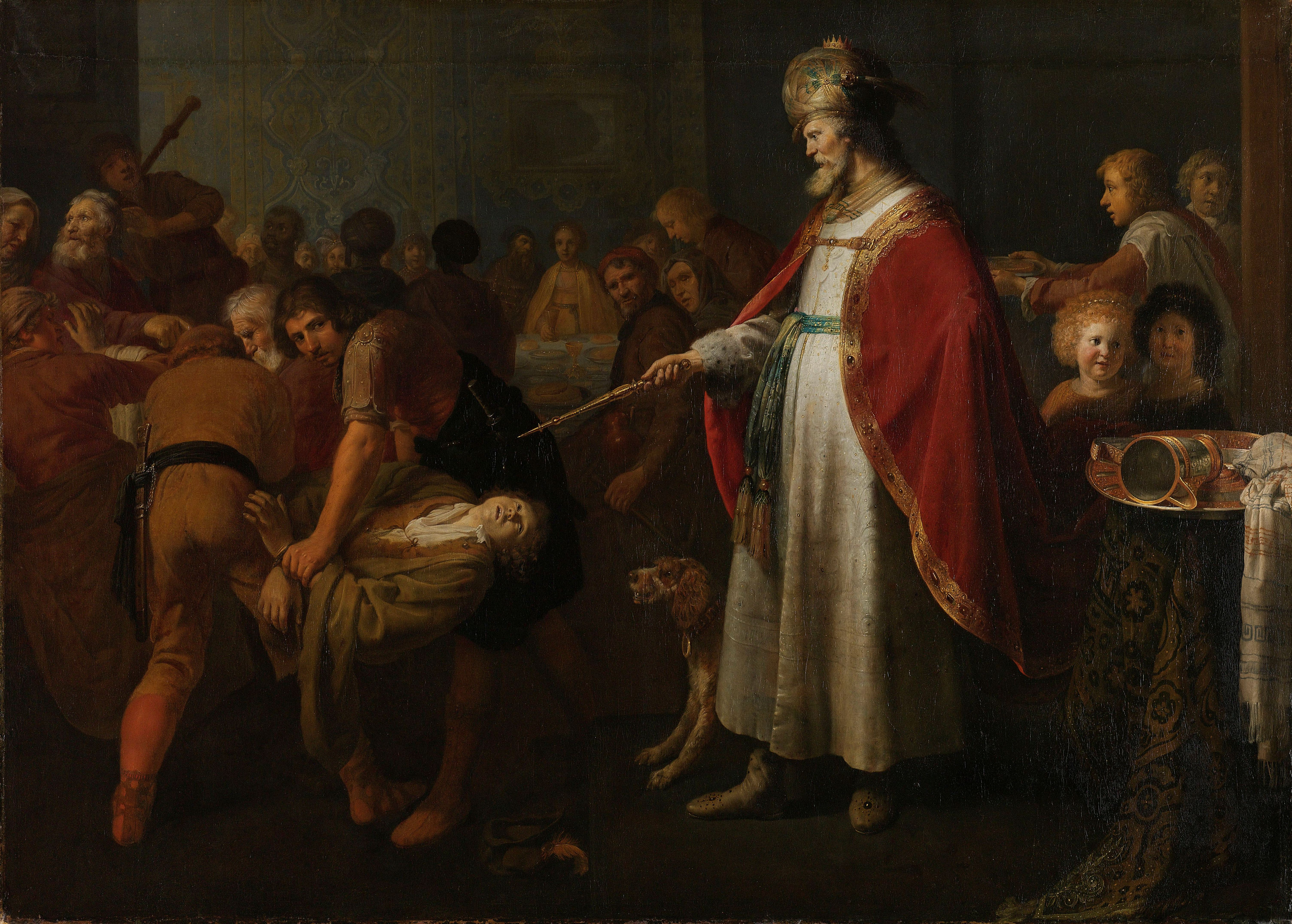
Притча о недостойном свадебном госте. Между 1630 и 1651. Холст, масло. Рийксмюсеум, Амстердам
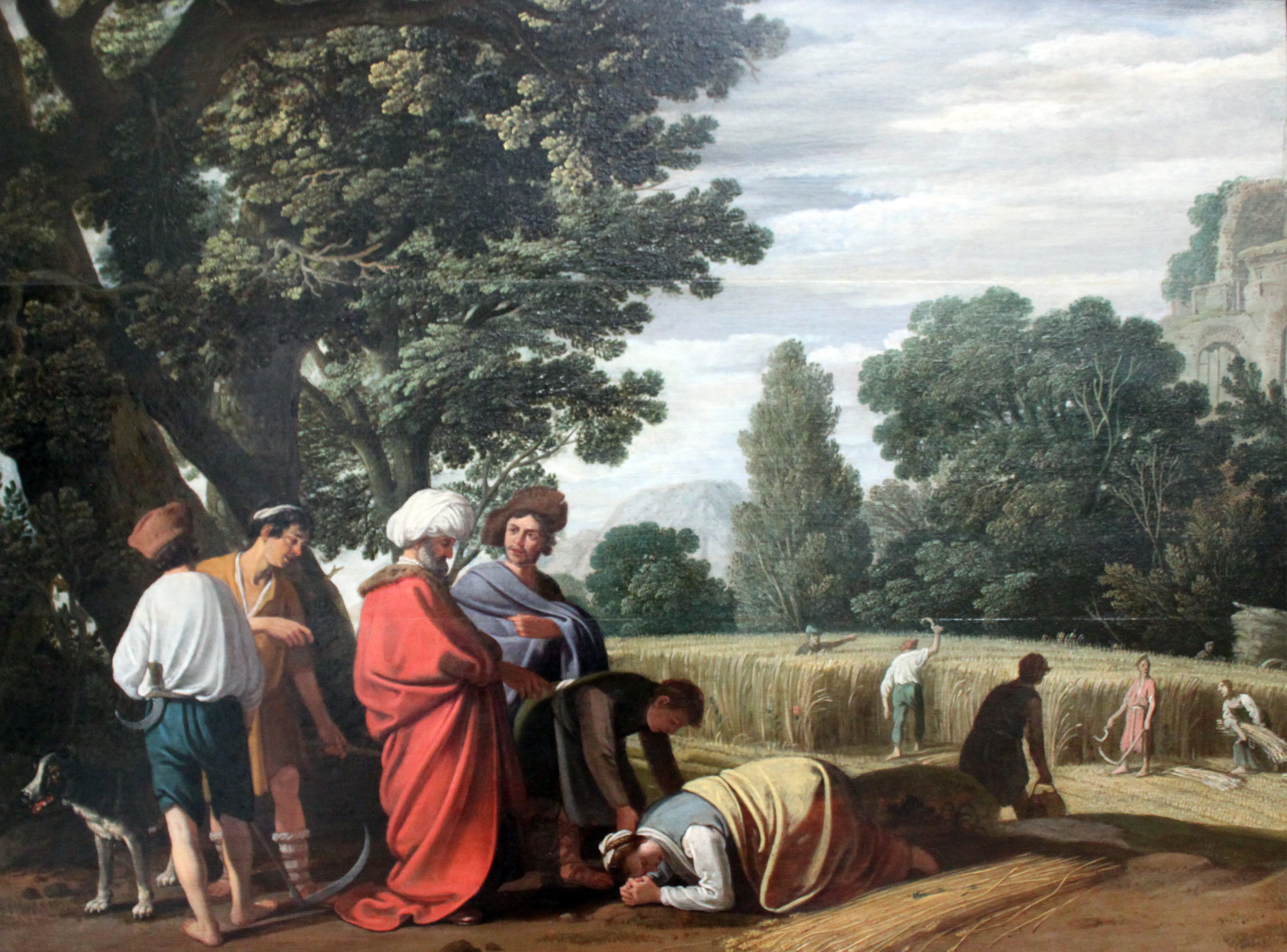
Руфь и Вооз. 1628. Холст, масло. Берлинская картинная галерея
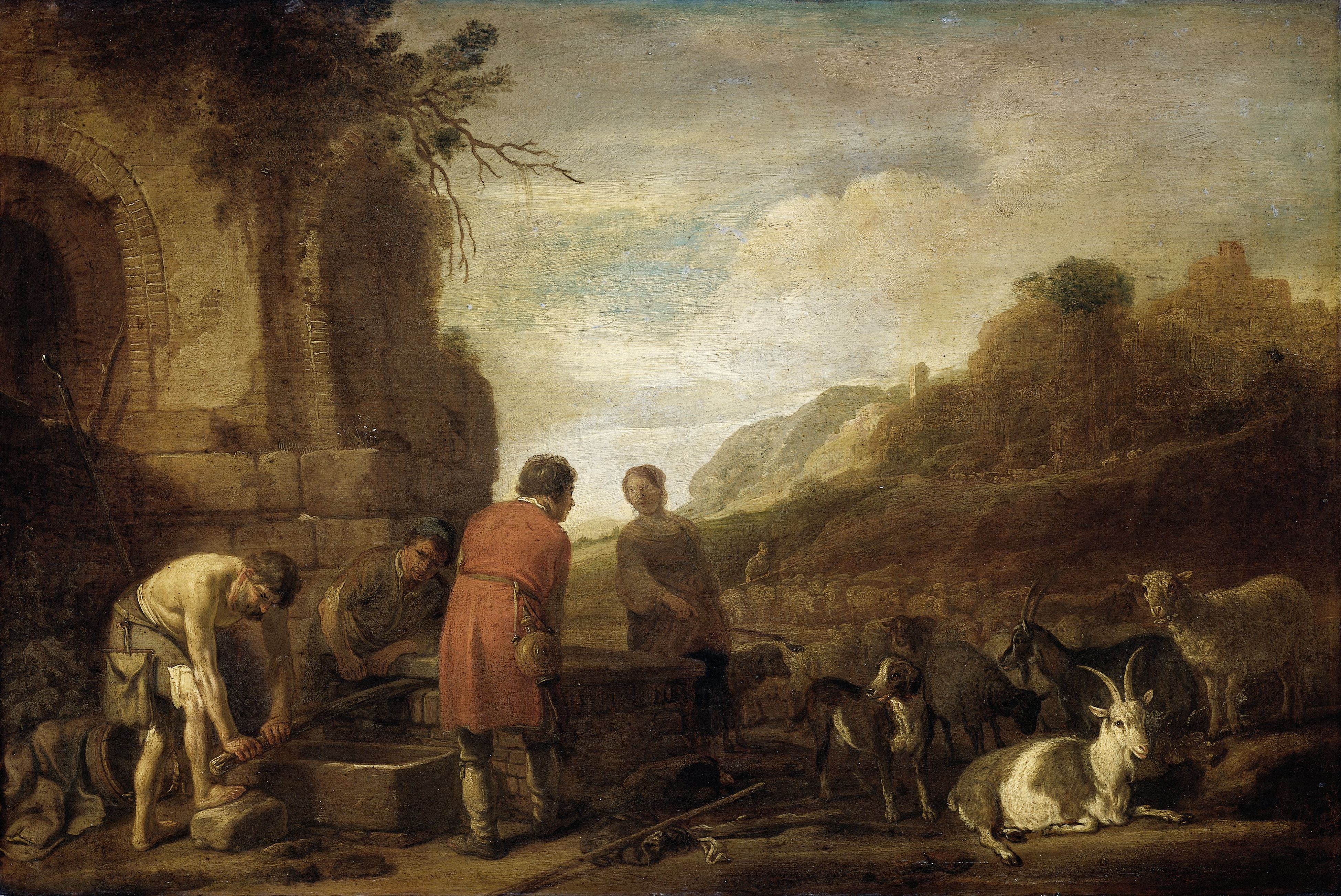
Встреча Иакова и Рахили у колодца. 1638. Дерево, масло. Рейксмюсеум, Амстердам
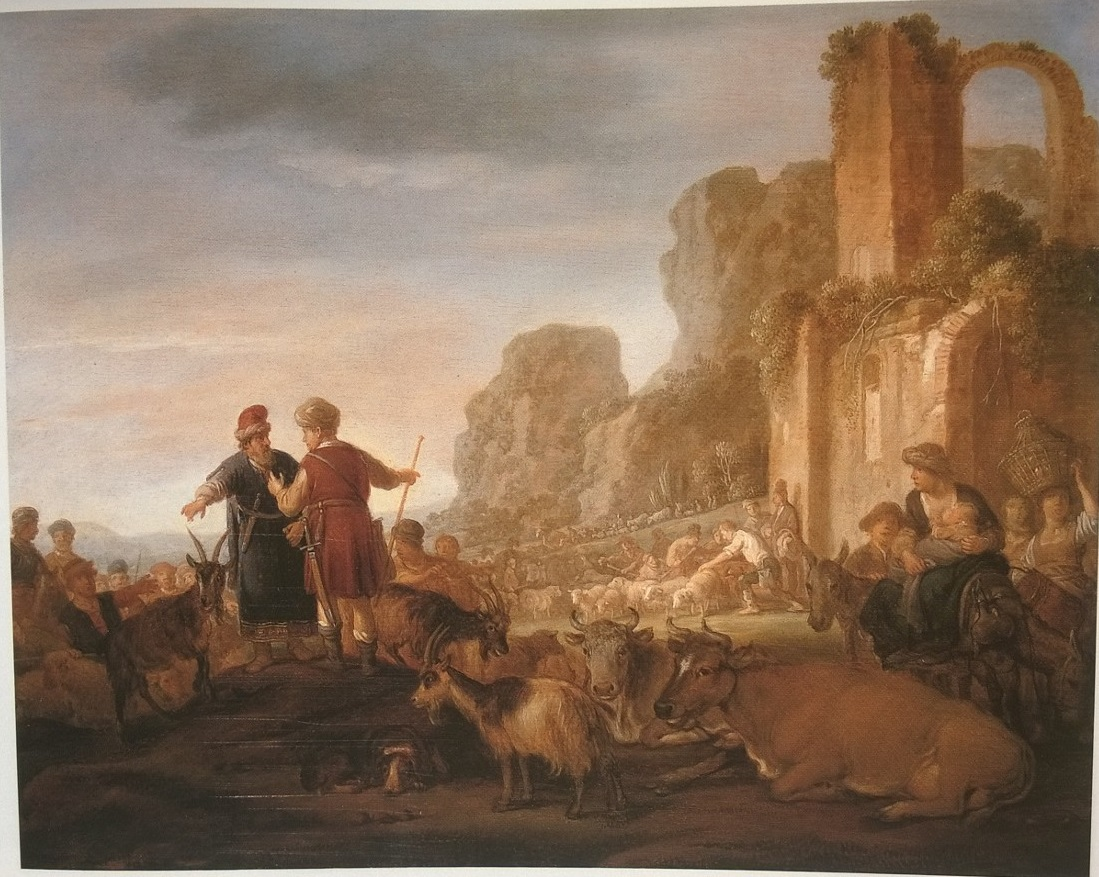
Авраам и Лот делят землю. 1646. Дерево, масло. Частное собрание
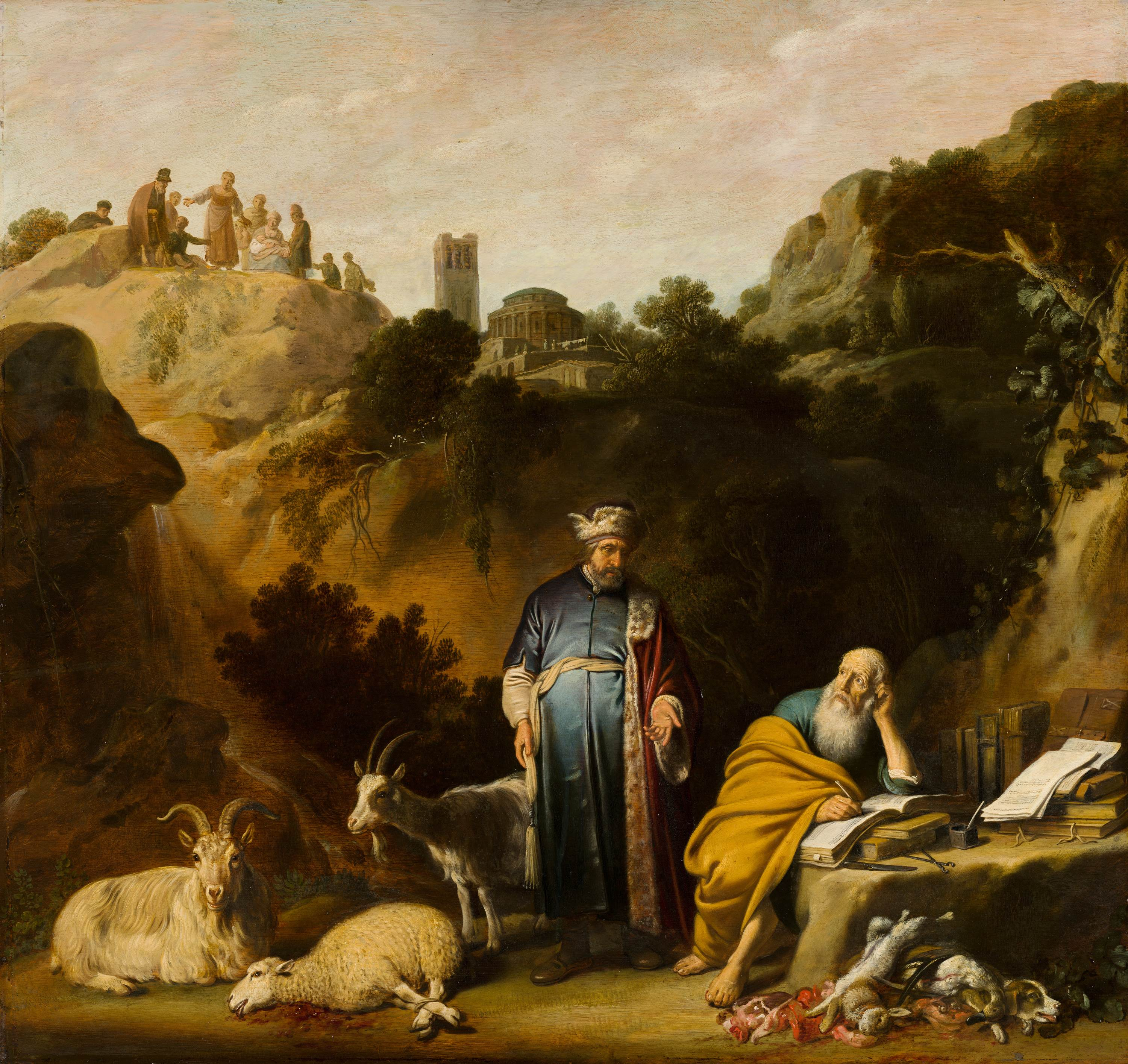
Гиппократ посещает Демокрита. 1636. Дерево, масло. Маурицхёйс, Гаага
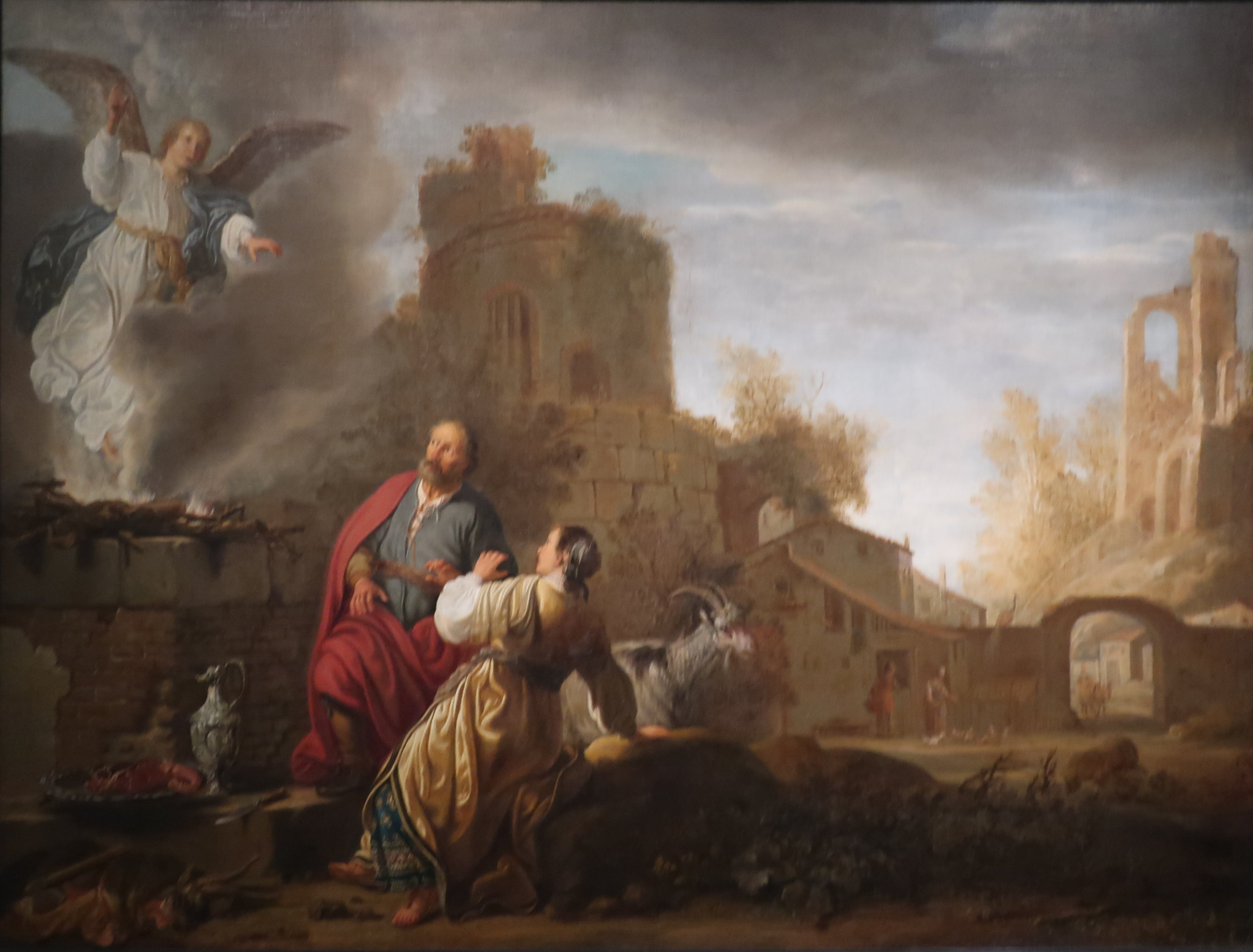
Жертвоприношение Маноаха. Коллекция Шорра
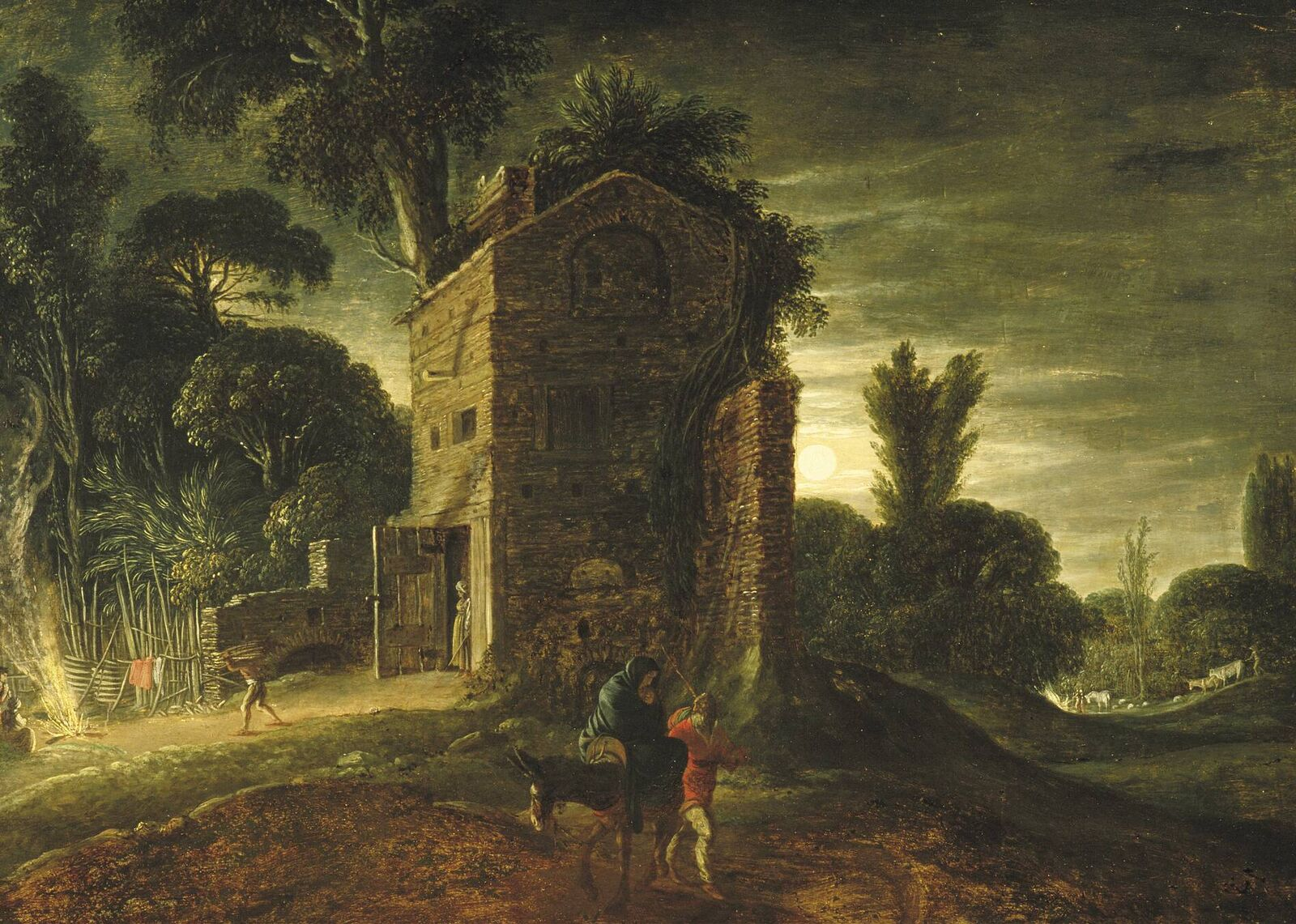
Бегство в Египет. Между 1625 и 1630. Дерево, масло. Музей Бойманса-ван Бёнингена, Роттердам